# Tannay (Ardenas)
Tannay é uma comuna francesa na região administrativa de Grande Leste, no departamento das Ardenas. Estende-se por uma área de 14,04 km². Em 2010 a comuna tinha 163 habitantes (densidade: 11,6 hab./km²).